# Blenniella paula
Blenniella paula är en fiskart som först beskrevs av Bryan och Herre, 1903.  Blenniella paula ingår i släktet Blenniella och familjen Blenniidae. Inga underarter finns listade.